# Hénanbihen
 Hénanbihen (en bretó Henant-Bihan, gal·ló Henaunt-Bihaen) és un municipi francès, situat a la regió de Bretanya, al departament de Costes del Nord. L'any 1999 tenia 1.294 habitants.

## Demografia
| 1962                                       | 1968 | 1975 | 1982 | 1990 | 1999 |
| ------------------------------------------ | ---- | ---- | ---- | ---- | ---- |
| 1393                                       | 1431 | 1390 | 1404 | 1346 | 1294 |
| Des de 1962: població sense dobles comptes |      |      |      |      |      |

## Administració
| Període   | Identitat         | Partit |
| --------- | ----------------- | ------ |
| 2001-2008 | Joseph Cordon     |        |
| 2008-     | Maryvonne Depagne |        |